# Stazione di Caldè
Stazione di Caldè vasútállomás Olaszországban, Lombardia régióban, Castelveccana település Caldè frazionéjában.

## Vasútvonalak
Az állomást az alábbi vasútvonalak érintik:
- Luino–Milánó-vasútvonal
- Novara–Pino-vasútvonal

## Kapcsolódó állomások
A vasútállomáshoz az alábbi állomások vannak a legközelebb:
- Stazione di Porto Valtravaglia (Cadenazzo vasútállomás, S30)
- Stazione di Laveno-Mombello (Stazione di Gallarate, S30)